# Andreas Pilawakis
Andreas Pilawakis (ur. 15 lutego 1959) – cypryjski narciarz alpejski.
Wziął udział w Zimowych Igrzyskach Olimpijskich 1980. Wystartował w slalomie i slalomie gigancie. W slalomie zajął 37. miejsce, a w gigancie został zdyskwalifikowany.

## Wyniki olimpijskie
| Igrzyska         | Konkurencja            | Czas    | Wynik |
| ---------------- | ---------------------- | ------- | ----- |
| Lake Placid 1980 | Slalom gigant mężczyzn | 3:36,81 | DQ    |
| Lake Placid 1980 | Slalom mężczyzn        | 2:54,42 | 37    |